# Касьянов день (фильм)
«Касьянов день» — фильм телеканала НТВ, посвящённый главе партии ПАРНАС Михаилу Касьянову и его отношениям с представителями оппозиции. Фильм вышел 1 апреля 2016 года.

## Сюжет
В фильме рассказывается о взаимодействии Касьянова и члена партии ПАРНАС Натальи Пелевиной, утверждается, что это его любовница. Оба показаны в интимной обстановке. Также в фильме утверждается, что Пелевина негативно отзывается о сопредседателе партии Илье Яшине и главе Фонда борьбы с коррупцией Алексее Навальном.

## Критика
По мнению Пелевиной, фильм снят для дискредитации партии перед предстоящими выборами в Государственную думу. Пелевина высказала намерение подать в суд на НТВ. Также она попросила у всех прощения за фильм и его содержание. 7 апреля Пелевина заявила, что выходит из политического совета партии, оставшись её рядовым членом. 18 апреля Пелевина потребовала удалить из открытого доступа фильм, посчитав это «нарушением права на частную жизнь».
После выхода фильма Илья Яшин отказался идти на выборы в Госдуму по партийному списку. По его словам, Касьянов должен добровольно отказаться от квоты на первое место в списке партии после сюжета на НТВ. Юрист «Фонда борьбы с коррупцией» (ФБК) Иван Жданов также отказался от праймериз, негативно охарактеризовав Касьянова. Политик Владимир Милов заявил о «кризисе доверия» к Касьянову. Газета «Коммерсант» писала, что коалиция на базе ПАРНАС оказалась на грани развала.
В июне 2016 года Роскомнадзор ответил отказом на требование Пелевиной удалить фильм НТВ из общего доступа ввиду незаконного использования сведений о личной жизни. В ответе РКН на запрос Пелевиной указано, что согласно п.5 ст.49 закона «О средствах массовой информации», журналист освобождается от обязанности получения согласия на распространение сведений о личной жизни в случае защиты общественных интересов. Ведомство процитировало нормы закона о том, что к общественным интересам относится «потребность общества в обнаружении и раскрытии угрозы демократическому правовому государству и гражданскому обществу, общественной безопасности и окружающей среде». Пелевина охарактеризовала отказ Роскомнадзора удалять из общего доступа скандальный фильм как «беспредел».
Авторы фильма заявляют, что Пелевина тесно связана с высокопоставленными политиками США и Великобритании.